# Liste deutschsprachiger Dramatiker

## A
- Herbert Achternbusch (1938–2022)
- Leopold Ahlsen (1927–2018)
- Axel von Ambesser (1910–1988)
- Alfred Andersch (1914–1980)
- Ludwig Anzengruber (1839–1889)
- Joachim Arentsehe († nach 1587)
- Franz Arnold (1878–1960)
- Anton Artibilov (* 1996)
- Herbert Asmodi (1923–2007)

## B
- Ernst Bacmeister (1874–1971)
- Hermann Bahr (1863–1934)
- Lukas Bärfuss (* 1971)
- Helmut Baierl (1926–2005)
- Ernst Barlach (1870–1938)
- Adolf Bartels (1862–1945)
- Wolfgang Bauer (1941–2005)
- Igor Bauersima (* 1964)
- Antonie Baumberg (1857–1902)
- Konrad Bayer (1932–1964)
- Ulrich Becher (1910–1990)
- Johannes R. Becher (1891–1958)
- Friedrich Beck (1806–1888)
- Julius Maria Becker (1887–1949)
- Richard Beer-Hofmann (1866–1945)
- Roderich Benedix (1811–1873)
- Raimund Berger (1917–1954)
- Thomas Bernhard (1931–1989)
- Toni Bernhart (* 1971)
- Werner Bernreuther (1941–2024)
- Friedrich Justin Bertuch (1747–1822)
- Jakob Bidermann (1578–1639)
- Manfred Bieler (1934–2002)
- Richard Billinger (1890–1965)
- Charlotte Birch-Pfeiffer (1800–1868)
- Sixtus Birck (1501–1554)
- Heinrich Böll (1917–1985)
- Valentin Boltz (1515–1560)
- Ferdinand Bonn (1861–1933)
- Wolfgang Borchert (1921–1947)
- Nicolai Borger (* 1974)
- Johann Ernst Daniel Bornschein (1774–1838)
- Carsten Brandau (* 1970)
- Thomas Brasch (1945–2001)
- Volker Braun (* 1939)
- Artur Brausewetter (1864–1946)
- Joachim Wilhelm von Brawe (1738–1758)
- Bertolt Brecht (1898–1956)
- Hans Brennert (1870–1942)
- Max Brod (1884–1968)
- Arnolt Bronnen (1895–1959)
- Ferdinand Bruckner (1891–1958)
- Thomas Brunner (1535–1571)
- Alfred Brust (1891–1934)
- Georg Büchner (1813–1837)
- Franz Buchrieser (* 1937)
- Torsten Buchsteiner (* 1964)
- Oliver Bukowski (* 1961)
- Hermann Burte (1879–1960)
- Paul Busson (1873–1924)

## C
- Nuran David Calis (* 1976)
- Siegfried Carl (* 1951)
- Hans Chlumberg (1897–1930)
- Egmont Colerus (1888–1939)
- Matthäus von Collin (1779–1824)
- Paul Joseph Cremers (1897–1941)
- Anna Croissant-Rust (1860–1943)
- Franz Theodor Csokor (1885–1969)

## D
- Max Dauthendey (1867–1918)
- Richard Dehmel (1863–1920)
- Anton Dietzenschmidt (1893–1955)
- Boris Djacenko (1917–1975)
- Dirk Dobbrow (* 1966)
- Tankred Dorst (1925–2017)
- Max Dreyer (1862–1946)
- Slatan Dudow (1903–1963)
- Friedrich Dürrenmatt (1921–1990)
- Richard Duschinsky (1897–1990)

## E
- Fritz Eckerle (1877–1925)
- Hans Ehrke (1898–1975)
- Joseph von Eichendorff (1788–1857)
- Carl Einstein (1885–1940)
- Helmut Eisendle (1939–2003)
- Georg Engel (1866–1931)
- Friedrich Erdmannsdorffer (1880–1962)
- Otto Erler (1872–1943)
- Hans Magnus Enzensberger (1929–2022)
- Paul Ernst (1866–1933)
- Hermann Essig (1878–1918)
- Herbert Eulenberg (1876–1949)
- Max Eyth (1836–1906)

## F
- Rainer Werner Fassbinder (1945–1982)
- Klaus Fehling (* 1969)
- Ludwig Fels (1946–2021)
- Lion Feuchtwanger (1884–1958)
- Reto Finger (* 1972)
- Cäsar Flaischlen (1864–1920)
- Curth Flatow (1920–2011)
- Marieluise Fleißer (1901–1974)
- Bettina Fless (1961–2007)
- Hans Heinrich Formann (1939–2016)
- Friedrich Forster (1895–1958)
- Dieter Forte (1935–2019)
- Bruno Frank (1887–1945)
- Siegfried Freiberg (1901–1985)
- Gustav Freytag (1816–1895)
- Max Frisch (1911–1991)
- Friedrich Karl Fromm (1906–1968/69)
- Georg Fuchs (1868–1949)
- Ludwig Fulda (1862–1939)
- Louis Fürnberg (1909–1957)

## G
- Friedrich von Gagern (1882–1947)
- Martin Ganter (* 1943)
- Heinrich Wilhelm von Gerstenberg (1737–1823)
- Reinhard Goering (1887–1936)
- Johann Wolfgang von Goethe (1749–1832)
- Curt Goetz (1888–1960)
- Wolfgang Goetz (1885–1955)
- Emil Gött (1864–1908)
- Georg Gotthart (um 1552–1619)
- Rudolf Gottschall (1823–1909)
- Johann Christoph Gottsched (1700–1766)
- Christian Dietrich Grabbe (1801–1836)
- Wolfgang Graetz (1926–1999)
- Sigmund Graff (1898–1979)
- Jörg Graser (* 1951)
- Günter Grass (1927–2015)
- Paul Gratzik (1935–2018)
- Claudia Grehn (* 1982)
- Peter Greiner (1939–2019)
- Wolfgang Robert Griepenkerl (1810–1868)
- Franz Grillparzer (1791–1872)
- Jürgen Groß (* 1946)
- Karl Grünberg (1891–1972)
- Andreas Gryphius (1616–1664)
- Paul Gurk (1880–1953)
- Karl Gutzkow (1811–1878)

## H
- Siegmund Haber (1835–1895)
- Peter Hacks (1928–2003)
- Hans-Joachim Haecker (1910–1994)
- Max Halbe (1865–1944)
- Friedrich Halm (1806–1871)
- Claus Hammel (1932–1990)
- Peter Handke (* 1942)
- Ernst Hardt (1876–1947)
- Julius Hart (1859–1930)
- Otto Erich Hartleben (1864–1905)
- Peter Härtling (1933–2017)
- Walter Hasenclever (1890–1940)
- Torsten Haß (* 1970)
- Carl Hauptmann (1858–1921)
- Gerhart Hauptmann (1862–1946)
- Harald Hauser (1912–1994)
- Rudolf Hawel (1860–1923)
- Julius Hay (1900–1975)
- Friedrich Hebbel (1813–1863)
- Martin Heckmanns (* 1971)
- Moritz Heimann (1868–1925)
- Christoph Hein (* 1944)
- Bernt von Heiseler (1907–1969)
- Henry von Heiseler (1875–1928)
- Fritz von Herzmanovsky-Orlando (1877–1954)
- Richard Hey (1926–2004)
- Paul Heyse (1830–1914)
- Christian Heyser (1776–1839)
- Wolfgang Hildesheimer (1916–1991)
- Anja Hilling (* 1975)
- Peter Hirche (1923–2003)
- Georg Hirschfeld (1873–1942)
- Rolf Hochhuth (1931–2020)
- Fritz Hochwälder (1911–1986)
- Hugo von Hofmannsthal (1874–1929)
- Friedrich Hölderlin (1770–1843)
- Wolfram Höll (* 1986)
- Karl von Holtei (1798–1880)
- Ödön von Horváth (1901–1938)
- Claus Hubalek (1926–1995)
- Lutz Hübner (* 1964)
- Thomas Hürlimann (* 1950)
- Kurt Hutterli (* 1944)

## I
- August Wilhelm Iffland (1759–1814)
- Karl Immermann (1796–1840)
- Toni Impekoven (1881–1947)
- Lotte Ingrisch (1930–2022)

## J
- Hans Henny Jahnn (1894–1959)
- Elfriede Jelinek (* 1946)
- Friedrich Ernst Jester (1743–1822)
- Hanns Johst (1890–1978)
- Gert Jonke (1946–2009)

## K
- Franz Kafka (1883–1924)
- Georg Kaiser (1878–1945)
- Dieter Kalka (* 1957)
- Hans Kaltneker (1895–1919)
- Manfred Karge (* 1938)
- Yaak Karsunke (1934–2025)
- Friedrich Kayssler (1874–1945)
- Franz Keim (1840–1918)
- Gerhard Kelling (* 1942)
- Rainer Kerndl (1928–2018)
- Eduard von Keyserling (1855–1918)
- Heinar Kipphardt (1922–1982)
- Rainer Kirsch (1934–2015)
- Hans Hellmut Kirst (1914–1989)
- Heinrich von Kleist (1777–1811)
- Kurt Klinger (1928–2003)
- Friedrich Maximilian Klinger (1752–1831)
- Joachim Knauth (1931–2019)
- Thomas Köck (* 1986)
- Erich Köhler (1928–2003)
- Oskar Kokoschka (1886–1980)
- Erwin Guido Kolbenheyer (1878–1962)
- Renke Korn (1938–2020)
- Theodor Körner (1791–1813)
- Paul Kornfeld (1889–1942)
- August von Kotzebue (1761–1819)
- Victor de Kowa (1904–1973)
- Herbert Kranz (1891–1973)
- Karl Kraus (1874–1936)
- Ursula Krechel (* 1947)
- Rebekka Kricheldorf (* 1974)
- Franz Xaver Kroetz (* 1946)
- Kurt Barthel (1914–1967)
- Harald Kuhlmann (* 1943)
- Fitzgerald Kusz (* 1944)

## L
- Hans Land (1861–1939)
- Hartmut Lange (* 1937)
- Curt Langenbeck (1906–1953)
- Katrin Lange (* 1942)
- Anton Langer (1824–1879)
- Anna Langhoff (* 1965)
- Else Lasker-Schüler (1869–1945)
- Heinrich Laube (1806–1884)
- Dirk Laucke (* 1982)
- Rolf Lauckner (1887–1954)
- Heinrich Lautensack (1881–1919)
- Heinrich Wilhelm Lawätz (1748–1825)
- Peter Lehmann (* 1943)
- Johann Anton Leisewitz (1752–1806)
- Siegfried Lenz (1926–2014)
- Jakob Michael Reinhold Lenz (1751–1792)
- Arne Leonhardt (1931–1982)
- Anne Lepper (* 1978)
- Alexander Lernet-Holenia (1897–1976)
- Gotthold Ephraim Lessing (1729–1781)
- Jan Liedtke (* 1977)
- Detlev von Liliencron (1844–1909)
- Paul Lindau (1839–1919)
- Alois Johannes Lippl (1903–1957)
- Ernst Lissauer (1882–1937)
- Hugo Loetscher (1929–2009)
- Philipp Löhle (* 1978)
- Dea Loher (* 1964)
- Peter Lotar (1910–1986)
- Gerd Hergen Lübben (* 1937)
- Hans Lucke (1927–2017)
- Volker Lüdecke (* 1961)
- Otto Ludwig (1813–1865)

## M
- Christoph Mangold (1939–2014)
- Christoph Marthaler (* 1951)
- Reinhold Massag (1943–1999)
- Alfred Matusche (1909–1973)
- Christian Friedrich Maurer (1847–1902)
- Andreas May (1817–1899)
- Karl May (1842–1912)
- Marius von Mayenburg (* 1972)
- Walter Mehring (1896–1981)
- Herbert Meier (1928–2018)
- Max Mell (1882–1971)
- Wolfgang Menzel (1798–1873)
- Erdal Merdan (1949–2010)
- Wilhelm Meyer-Förster (1862–1934)
- Friedrich Michael (1892–1986)
- Hans Günter Michelsen (1920–1994)
- Karl Mickel (1935–2000)
- Erika Mitterer (1906–2001)
- Felix Mitterer (* 1948)
- Johann Sebastian Mitternacht (1613–1679)
- Hermann Moers (* 1930)
- Felix Moeschlin (1882–1969)
- Felix J. Mohr (* 1996)
- Ferenc Molnár (1878–1952)
- René Morax (1873–1963)
- Harald Mueller (1934–2021)
- Hans Mühlethaler (1930–2016)
- Erich Mühsam (1878–1934)
- Armin Müller (1928–2005)
- Elfriede Müller (* 1956)
- Heiner Müller (1929–1995)
- Nikolaus Müller (1770–1851)
- Wolfgang Müller von Königswinter (1816–1873)
- Herbert Müller-Guttenbrunn (1887–1945)
- Carl Friedrich Müller-Palleske (1856–1930)
- Hans Müller-Schlösser (1884–1956)
- Adolf Müllner (1774–1829)
- Robert Musil (1880–1942)

## N
- Ernst Nebhut (1898–1974)
- Johann Nestroy (1801–1862)
- Alfred Neumann (1895–1952)
- Erik Neutsch (1931–2013)
- Ernst Elias Niebergall (1815–1843)
- Franz Nissel (1831–1893)
- Hans Erich Nossack (1901–1977)
- Christine Nöstlinger (1936–2018)

## O
- Gerd Oelschlegel (1926–1998)
- Necati Öziri (* 1988)
- Hermann Heinz Ortner (1895–1956)
- Albert Ostermaier (* 1967)
- Arnold Ott (1840–1910)

## P
- Oskar Panizza (1853–1921)
- Ambrosius Pape (1553–1612)
- Ernst Penzoldt (1892–1955)
- Thomas Perle (* 1987)
- Julius Petri (1868–1894)
- Hans Pfeiffer (1925–1998)
- Ulrich Plenzdorf (1934–2007)
- Karl Martin Plümicke (1749–1833)
- Klaus Pohl (* 1952)
- René Pollesch (1962–2024)
- Paul Pörtner (1925–1984)

## R
- Reinhard Raffalt (1923–1976)
- Ferdinand Raimund (1790–1836)
- Thilo Reffert (* 1970)
- Hans Rehberg (1901–1963)
- Hans José Rehfisch (1891–1960)
- Hans Reimann (1889–1969)
- Herbert Reinecker (1914–2007)
- Gerlind Reinshagen (1926–2019)
- Erich Maria Remarque (1898–1970)
- Kilian Reuter (1480–1517)
- Johann Rist (1607–1667)
- Moritz Rinke (* 1967)
- Ludwig Robert (1778–1832)
- Gabriel Rollenhagen (1583–1619)
- Emil Rosenow (1871–1904)
- Joseph Roth (1894–1939)
- Eva Rottmann (* 1983)
- Ludwig Rubiner (1881–1920)
- Josef Ruederer (1861–1915)
- Peter Rühmkorf (1929–2008)

## S
- Hans Sachs (1494–1576)
- Helmut Sakowski (1924–2005)
- Johannes Salat (1498–1561)
- Horst Salomon (1929–1972)
- Gaston Salvatore (1941–2015)
- Walter Erich Schäfer (1901–1981)
- Hippolyt August Schaufert (1834–1872)
- Johannes Schenk (1941–2006)
- Just Scheu (1903–1956)
- René Schickele (1883–1940)
- Friedrich Schiller (1759–1805)
- Roland Schimmelpfennig (* 1967)
- Alexei Schipenko (* 1961)
- Christiane Karoline Schlegel (1739–1833)
- Johann Elias Schlegel (1719–1749)
- Oliver Schmaering (* 1968)
- Alfred Paul Schmidt (* 1941)
- Arno Schmidt (1914–1979)
- Ulf Schmidt  (* 1966)
- Wilhelm Schmidtbonn (1876–1952)
- Hansjörg Schneider (* 1938)
- Rolf Schneider (* 1932)
- Werner Schneyder (1937–2019)
- Arthur Schnitzler (1862–1931)
- Johann Georg Schoch (um 1627–1690)
- Wilhelm von Scholz (1874–1969)
- Karl Schönherr (1867–1943)
- Franz von Schönthan (1849–1913)
- Paul von Schönthan (1853–1905)
- Joseph Schreyvogel (1768–1832)
- Friedrich Schreyvogl (1899–1976)
- Raoul Schrott (* 1964)
- Theodor Schübel (1925–2012)
- Stefan Schütz (1944–2022)
- Werner Schwab (1958–1994)
- Hans Dieter Schwarze (1926–1994)
- Kurt Schwitters (1887–1948)
- Herwig Seeböck (1939–2011)
- Bernhard Seeger (1927–1999)
- Georg Seidel (1945–1990)
- Bernhard Setzwein (* 1960)
- Harald Sommer (* 1935)[1]
- Reinhard Johannes Sorge (1892–1916)
- Jura Soyfer (1912–1939)
- Richard Specht (1870–1932)
- Martin Sperr (1944–2002)
- Fritz Stavenhagen (1876–1906)
- Johann Fercher von Steinwand (1828–1902)
- Carl Sternheim (1878–1942)
- Juri Sternburg (* 1983)
- Norbert Sternmut (* 1958)
- Nis-Momme Stockmann (* 1981)
- Armin Stolper (1934–2020)
- Rudi Strahl (1931–2001)
- August Stramm (1874–1915)
- Johano Strasser (* 1939)
- Botho Strauß (* 1944)
- Erwin Strittmatter (1912–1994)
- [Thomas Strittmatter] (1961–1995)
- Eduard Stucken (1865–1936)
- Bernhard Studlar (* 1972)
- Hermann Sudermann (1857–1928)
- Patrick Süskind (* 1949)
- Ulrike Syha (* 1976)
- Erwin Sylvanus (1917–1985)
- Gerald Szyszkowitz (* 1938)

## T
- George Tabori (1914–2007)
- Ludwig Thoma (1867–1921)
- Ludwig Tieck (1773–1853)
- Ernst Toller (1893–1939)
- Joseph August von Toerring-Gronsfeld zu Jettenbach (1753–1826)
- Lothar Trolle (1944–2025)
- Peter Turrini (* 1944)

## U
- Heinz Rudolf Unger (1938–2018)
- Fritz von Unruh (1885–1970)
- Stefan Utsch (1896–1978)

## V
- Esther Vilar (* 1935)
- Friedrich Theodor Vischer (1807–1887)
- Stefan Vögel (* 1969)
- Walter Vogt (1927–1988)
- Tine Rahel Völcker (* 1979)
- Karl Gustav Vollmoeller (1878–1948)

## W
- Karl Wagenfeld (1869–1939)
- Hanns Wagner (1522–1590)
- Heinrich Leopold Wagner (1747–1779)
- Richard Wagner (1813–1883)
- Dieter Waldmann (1926–1971)
- Martin Walser (1927–2023)
- Theresia Walser (* 1967)
- Otto F. Walter (1928–1994)
- Gustav von Wangenheim (1895–1975)
- Martin G. Wanko (* 1970)
- Paul M. Waschkau (* 1963)
- David Wechsler (1896–1981)
- Frank Wedekind (1864–1918)
- Christian Weise (1642–1708)
- Günther Weisenborn (1902–1969)
- Theodor Weißenborn (1933–2021)
- Konrad Weiß (1880–1940)
- Peter Weiss (1916–1982)
- Nikolaus Welter (1871–1951)
- Albert J. Welti (1894–1965)
- Franz Werfel (1890–1945)
- Zacharias Werner (1768–1823)
- Arnold Wesker (1932–2016)
- Ernst Wichert (1831–1902)
- Urs Widmer (1938–2014)
- Ernst Wiechert (1887–1950)
- Franz bei der Wieden (1896–1973)
- Christoph Martin Wieland (1733–1813)
- Adolf Wilbrandt (1837–1911)
- Ernst von Wildenbruch (1845–1909)
- Anton Wildgans (1881–1932)
- Tom Witkowski (* 1937)
- Karl Wittlinger (1922–1994)
- Friedrich Wolf (1888–1953)
- Orla Wolf (* 1971)
- Ernst von Wolzogen (1855–1934)
- Wilfried Wroost (1889–1959)
- Konrad Wünsche (1928–2012)
- Christian Wüster (* 1984)

## X
- Alec Cedric Xander (* 1990)

## Z
- Ingeborg von Zadow (* 1970)
- Peter-Paul Zahl (1944–2011)
- Maxim Ziese (1901–1955)
- Hedda Zinner (1905–1994)
- Kurt Zotz (1899–1958)
- Matthias Zschokke (* 1954)
- Carl Zuckmayer (1896–1977)
- Harald Zusanek (1922–1989)
- Stefan Zweig (1881–1942)